# Eibenblättrige Nusseibe
Die Eibenblättrige Nusseibe oder Florida-Nusseibe (Torreya taxifolia) ist eine Pflanzenart aus der Gattung der Nusseiben (Torreya) in der Familie der Eibengewächse (Taxaceae). Sie kommt nur in den südlichen US-Bundesstaaten Florida sowie Georgia vor und ist „vom Aussterben bedroht“.

## Beschreibung

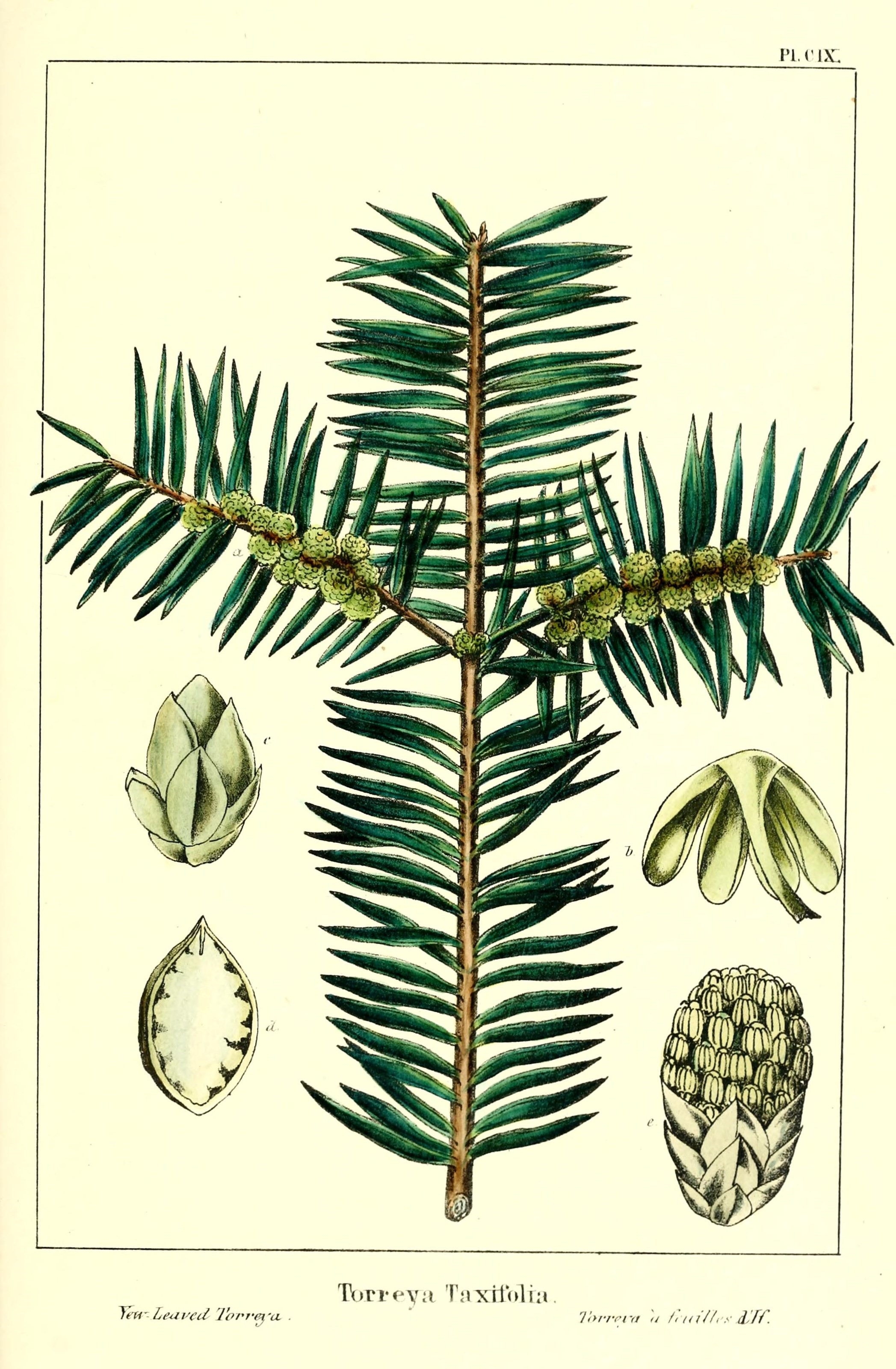
Illustration aus The North American sylva, Tafel CIX

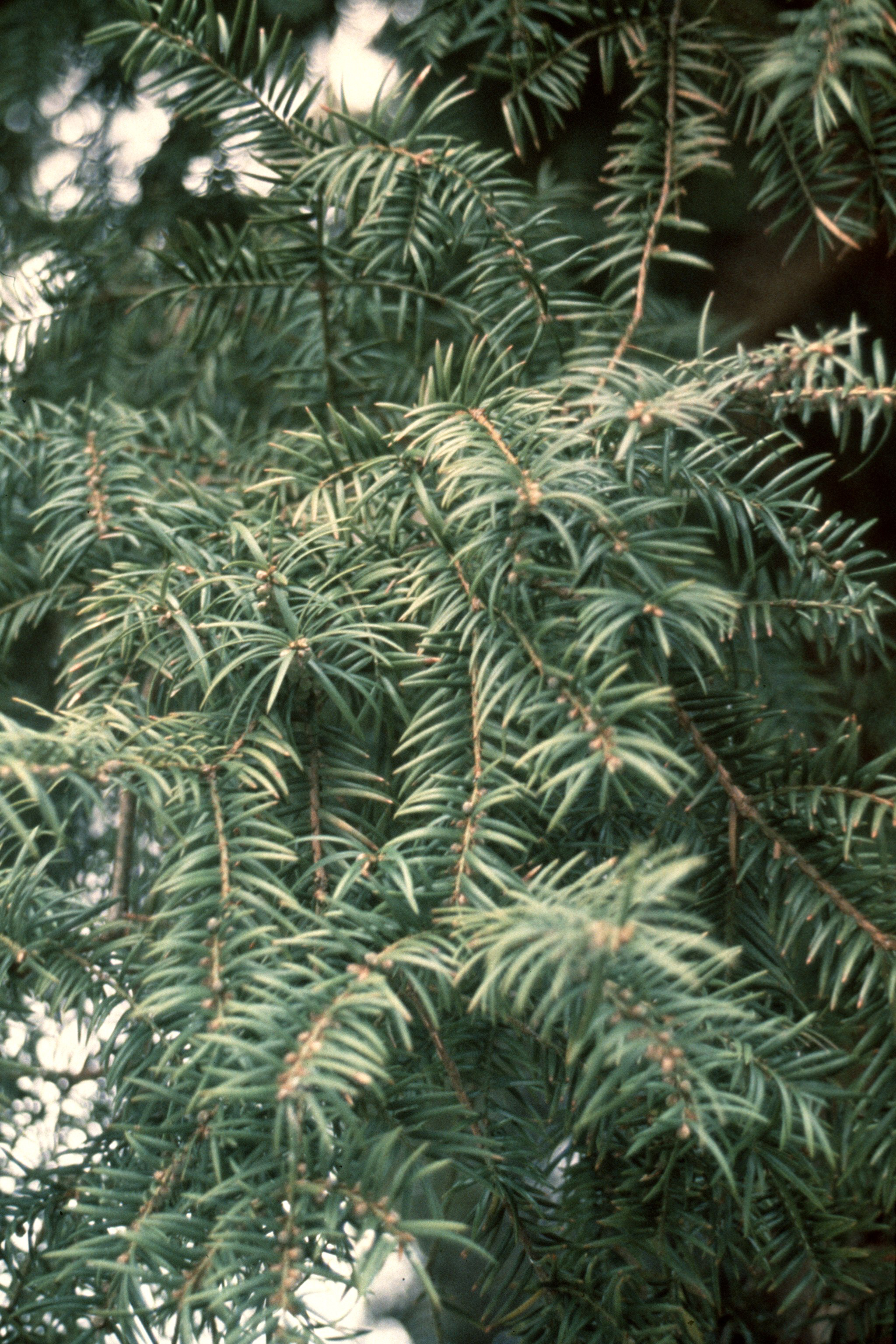
Zweige mit Blättern

### Vegetative Merkmale
Die Eibenblättrige Nusseibe ist ein immergrüner Baum, der Wuchshöhen von etwa 15 bis 20 Metern und Stammdurchmesser (Brusthöhendurchmesser, BHD) von 80 Zentimetern erreichen kann. Auffallend ist die weit ausladende Beastung sowie die kräftige, kegelförmige Krone. Auch im Bestand bleibt der Stamm bis zur Basis beastet. Jüngere Äste sind gelblich-grün, gelblich-braun oder grau. Die Borke ist braun bis graubraun gefärbt und hat flache Risse und miteinander verflochtene Erhebungen.
Die 1,5 bis 3,8 Zentimeter langen Blätter sind steif und besitzen scharfe, stechende Spitzen. Auf der Oberseite haben die Nadeln eine glänzend dunkelgrüne Färbung, auf der Unterseite sind sie etwas heller, die Stomatabänder sind kaum erkennbar. Die Nadeln verströmen einen sehr aromatischen Geruch, der auch als unangenehm empfunden wird. Deshalb heißt sie im Englischen auch "Stinking cedar".

### Generative Merkmale
Die Eibenblättrige Nusseibe ist zweihäusig getrenntgeschlechtig (diözisch). Die männlichen Zapfen sind blass gelb. Der Same befindet sich in einem graugrünen bis dunkelgrünen, purpurgemaserten Samenmantel (Arillus). Der Same mit Samenmantel ist insgesamt 2,5 bis 3,5 Zentimeter lang und 1,5 Zentimeter breit. Vor einer Keimung benötigen die Samen eine Keimruhe von etwa 9 bis 18 Monaten.

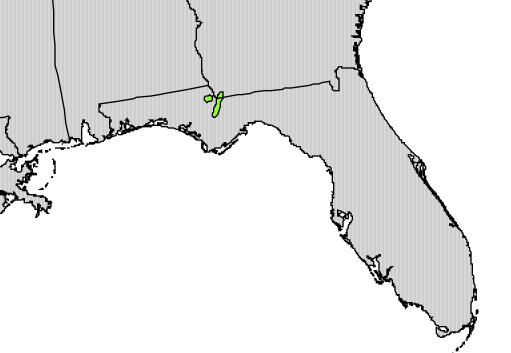
Verbreitungskarte

## Vorkommen und Gefährdung
Das natürliche Verbreitungsgebiet der Eibenblättrigen Nusseibe liegt in den US-Bundesstaaten Florida und Georgia und ist auf die Ostseite des Apalachicola River beschränkt. Das Gebiet umfasst etwa 200 km² und verfügt über 30 bis 60 Meter hohe Steilhänge, vorwiegend aus Kalkstein. Das Klima ist feucht-gemäßigt, mit gelegentlichen Wintertemperaturen von knapp unter dem Gefrierpunkt.
Eibenblättrige Nusseiben wachsen als Unterwuchs, beigemischt zu Fagus grandifolia, Liriodendron tulipifera, Acer barbatum, Liquidambar styraciflua, und Quercus alba sowie der ebenfalls seltenen Eibenart Taxus floridana.
Seit den 1950ern ist die Population dieser Art um 98 % zurückgegangen und besteht heute nur noch aus etwa 500 Individuen. Von nur noch 10 ausgewachsenen Baumexemplare ist bekannt, dass Zapfen ausgebildet werden. Die Gründe bzw. die Verursacher des Rückgangs sind aktueller Forschungsgegenstand. Ein Pilz aus der Gattung Fusarium, der Bäume absterben lässt, bevor sie fruktifizieren, könnte einer der Verursacher sein.
Aufgrund des Rückgangs der Population und der fehlenden Naturverjüngung ist mit Aussterben in der Wildnis zu rechnen. Eine private Initiative von Naturschützern versucht Ex-situ-Bestände der Eibenblättrigen Nusseibe zu etablieren, indem sie Samen in nördlicheren und höheren Lagen aussät, da angenommen wird, die durch den nacheiszeitlichen Klimawandel bedingte Erwärmung könnte es der Art unmöglich gemacht haben, in ihrem natürlichen Verbreitungsgebiet zu überleben.

## Taxonomie
Die Erstbeschreibung von Torreya taxifolia erfolgte 1838 durch George Arnott Walker Arnott beschrieben, der im gleichen Artikel auch die Gattung Torreya aufstellte. Der Gattungsname Torreya ehrt John Torrey. Das Artepitheton taxifolia bedeutet mit Eiben-Blättern. Synonyme für Torreya taxifolia Arn. sind Tumion taxifolium Arn. Greene und Taxus montana Nutt.

## Nutzung
In der ersten Hälfte des 20. Jahrhunderts wurde das Holz aufgrund seiner guten Widerstandsfähigkeit gegen Pilzbefall für Schindeln, Zaunpfähle und für den Bootsbau verwendet.
Das Holz ist gelb und von feiner Textur.